# Bò Boran
Bò Boran là giống bò Zebu phổ biến ở miền đông châu Phi.

## Lịch sử
Bò Boran Kenya được phát triển từ bò Zebu có nguồn gốc bản địa của người Borana Oromo ở miền nam Ethiopia. Chúng thường có màu trắng hoặc màu nâu vàng, và những con bò có màu sẫm hơn với nhiều đốm đen.
Kể từ năm 1951, Hiệp hội các nhà lai tạo bò Boran đã được quản lý và đề ra chiến lược chăn nuôi bò Boran ở Kenya. Tính đến năm 2008, có khoảng 454 trại chăn nuôi bò thịt trong nước, có thể được phân loại dựa trên quyền sở hữu là một trong năm nhóm: nông trại nhóm, trại chăn nuôi công ty tư nhân, trại chăn nuôi hợp tác, trại chăn nuôi công cộng và trang trại của chính phủ.

## Kích thước
Đã ở châu Phi trong hơn một nghìn năm, bò Boran rất thích nghi với điều kiện địa phương và ký sinh trùng. Bò Boran được biết đến với khả năng sinh sản của chúng, sự trưởng thành sớm (nhiều hơn so với các giống bò Zebu khác), sự cứng rắn và sự ngoan ngoãn.
Orma Boran là loài nhỏ nhất của giống Boran, nhỏ hơn Boran Kenya. Con đực trưởng thành Orma Boran có trọng lượng từ 225 đến 395 kg, trong khi con cái có trọng lượng trong khoảng 250 đến 355 kg.
Bò Boran Kenya phát triển từ các giống bò Orma Boran, bò Borana và bò Boran Somalia. Boran Kenya được phân biệt với các giống bò Boran khác do kích thước của nó và chân sau phát triển tốt. Con đực trưởng thành thuộc giống Boran Kenya có kích thước từ 550 đến 850 kg, trong khi con cái là từ 400 đến 550 kg. Màu lông của bò Kenan Kenya thường có màu trắng với các đốm, nhưng màu nâu và đỏ cũng được tìm thấy.